# Estádio Municipal Sílvio Porto
Estádio Municipal Sílvio Porto – stadion piłkarski, w Guarabira, Paraíba, Brazylia, na którym swoje mecze rozgrywa klub Associação Desportiva Guarabira.